# Biblia drezdeńska
Biblia drezdeńska (cz. Drážďanská bible), Biblia leskowiecka (cz. Bible leskovecká) – najstarszy znany staroczeski przekład Pisma Świętego pochodzący z około roku 1360. Jednocześnie jest to najstarszy przekład Biblii w słowiańskim języku narodowym. Źródłem przekładu była łacińska Wulgata. Przez długi czas należała do rodu Leskowiców.
Biblia drezdeńska powstała w okresie rozkwitu kultury, języka i literatury czeskiej. Wiązało się to z założeniem w roku 1348 przez Karola IV Luksemburskiego Uniwersytetu w Pradze, pierwszego w Europie Środkowej. W tym czasie nawiązywano ożywione stosunki z kulturą zachodnią jednocześnie nawiązując do starej tradycji cyrylo-metodiańskiej, której owocem był przekład Biblii na język staro-cerkiewno-słowiański. Biblia drezdeńska stała się wzorem dla kolejnych przekładów czeskich a pośrednio także dla innych przekładów słowiańskich: staropolskich, staroruskich (białoruskiego i ukraińskiego), słowackiego i serbołużyckiego. Należy ona do pierwszej redakcji Biblii staroczeskiej.
Manuskrypt do 1914 był przechowywany w Dreźnie, gdy postanowiono wysłać go do Belgii w celu wykonania fotokopii. W lipcu 1914 Biblia ta została spalona w bibliotece belgijskiego Leuven na skutek niemieckich działań wojennych podczas I wojny światowej. Zachowały się częściowe fotokopie wykonane nieco wcześniej. W roku 1993 ukazały się faksymile Biblii drezdeńskiej w serii Biblia Slavica dla których podstawą były fotokopie z 1914 i odpisy jezuity Josefa Vraštila stanowiące w sumie około jednej trzeciej całego przekładu. Brakujące miejsca uzupełniono tekstem Biblii ołomunieckiej (1417) i Biblii litomierzycko-trzebońskiej (1411–1414). Autorem przedmowy był arcybiskup Pragi Miloslav Vlk, a komentarze napisali czescy językoznawcy i bibliści: Vladimír Kyas i Jaroslava Pečírková oraz historyk sztuki – Karel Stejskal.